# Victor Rousseau
Victor Léopold Rousseau (Feluy, 15 dicembre 1865 – Forest, 17 marzo 1954) è stato uno scultore belga.
Discendente da una famiglia di scalpellini, già all'età di undici anni fu avviato a tale mestiere. Giovane, collaborò al cantiere del palazzo di Giustizia di Bruxelles, sotto la direzione del celebre architetto belga Joseph Poelaert. Rousseau fece pratica nell'atelier di Georges Houtstont, scultore francese che lavorò per molto tempo nella capitale del Belgio, per poi studiare presso l'Académie royale des beaux-arts de Bruxelles.
Nel 1890 Rousseau vinse la borsa di studio del Prix Godecharle, che gli permise di intraprendere un viaggio di istruzione attraverso Inghilterra, Francia - dove rimase due anni - e Italia. Rientrato in patria, lavorò presso lo scultore Charles van der Stappen. Per molti anni Rousseau insegnò presso l'Académie royale di Bruxelles, sino a divenirne il direttore tra il 1919 e il 1922 e poi tra il 1931 e il 1935.

## Galleria d'immagini delle opere

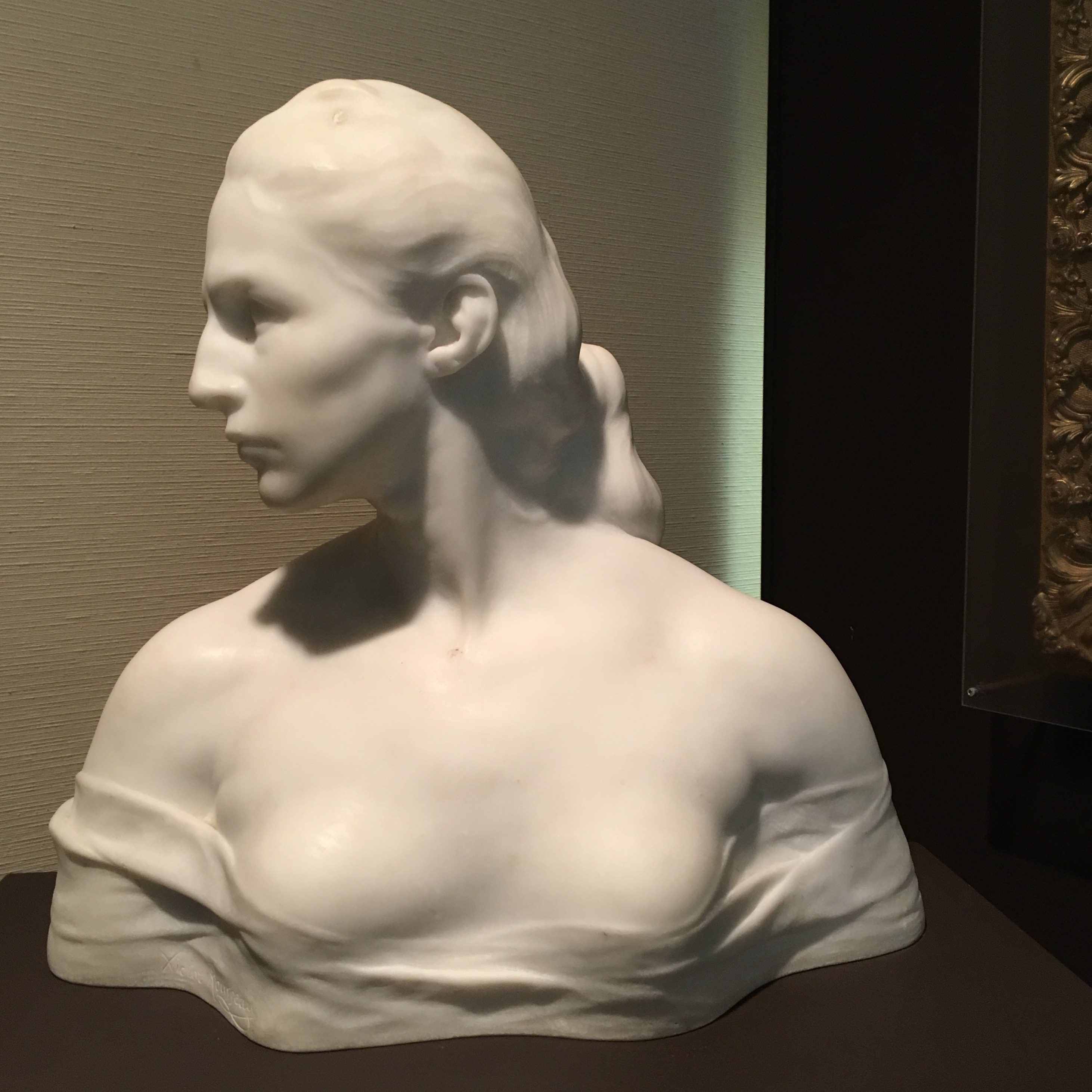
Ritratto di giovane donna (Musée royal de Mariemont)
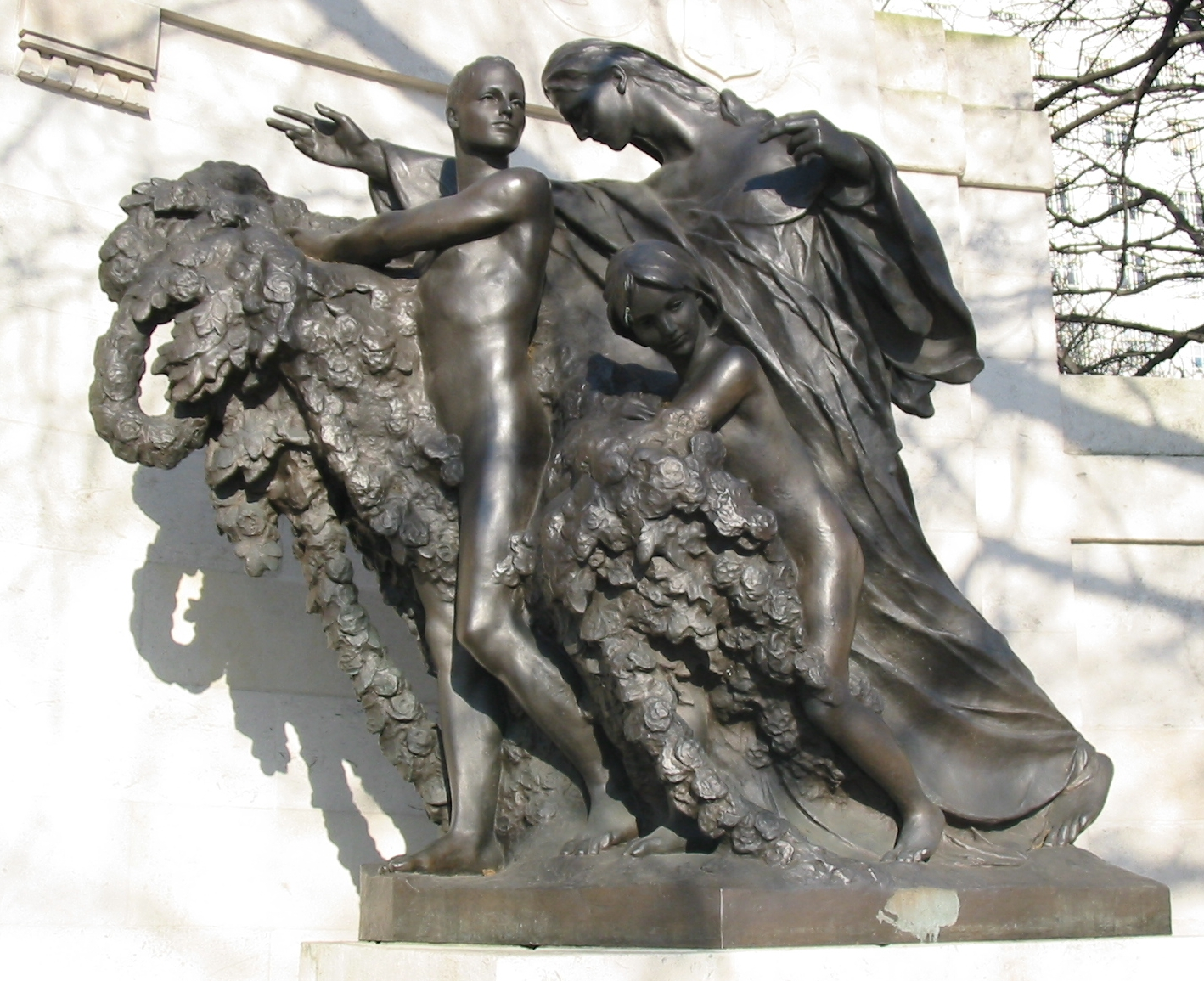
L'Anglo-Belgian Memorial di Londra, 1914-18